# François Fournier (judo)
Pour les articles homonymes, voir François Fournier et Fournier.
François Fournier (né le 20 janvier 1961) est un judoka français. Il concourt en moins de 86 kg (moyens) et en moins de 95 kg (mi-lourds).
Il est le père du basketteur français Evan Fournier.  

## Palmarès

### Compétitions internationales
| Année | Compétition         | Lieu    | Résultat | Catégorie      |
| ----- | ------------------- | ------- | -------- | -------------- |
| 1986  | Goodwill Games      | Moscou  | 3e       | Moins de 86 kg |
| 1991  | Jeux méditerranéens | Athènes | 1er      | Moins de 95 kg |

Outre ses médailles individuelles, il obtient des médailles dans des compétitions par équipes.
| Année | Compétition           | Lieu  | Résultat |
| ----- | --------------------- | ----- | -------- |
| 1984  | Championnats d'Europe | Paris | 1er      |

### Tournois Grand Chelem et Grand Prix
| Année | Compétition      | Lieu  | Résultat | Catégorie      |
| ----- | ---------------- | ----- | -------- | -------------- |
| 1985  | Tournoi de Paris | Paris | 2e       | Moins de 86 kg |
| 1986  | Tournoi de Paris | Paris | 3e       | Moins de 86 kg |
| 1987  | Tournoi de Paris | Paris | 3e       | Moins de 86 kg |
| 1988  | Tournoi de Paris | Paris | 3e       | Moins de 95 kg |